# El Gordo
|  | Aquest article tracta sobre el municipi espanyol. Si cerqueu la loteria de Nadal espanyola, vegeu «Sorteig Extraordinari de Nadal». |

El Gordo és un municipi de la província de Càceres, a la comunitat autònoma d'Extremadura (Espanya).
Tot i no tractar-se d'un enclavament, a aquest municipi extremeny només s'hi pot accedir per carretera des de Castella - la Manxa, doncs queda arraconat per l'embassament de Valdecañas.
El Gordo és el poble d'Espanya amb la majoria colònia de cigonyes blanques (més de 400) i així ho anuncia un cartell a l'entrada del poble.

## Demografia
| 2001 | 2002 | 2003 | 2004 | 2005 | 2006 |
| ---- | ---- | ---- | ---- | ---- | ---- |
| 298  | 288  | 274  | 296  | 300  | 314  |